# Мартін Гіндорфф
Мартін Гіндорфф (швед. Martin Hindorff, 30 березня 1897 — 5 березня 1969) — шведський яхтсмен.
Олімпійський чемпіон 1932 року в класі 6 метрів, бронзовий призер 1936 (клас 6 метрів), 1948 (клас 6 метрів) років.